# Ponte Verrazzano-Narrows
A Ponte Verrazzano-Narrows é uma ponte suspensa sobre o estreito denominado The Narrows e que liga Staten Island ao popular bairro do Brooklyn na península de Long Island em Nova Iorque.
A ponte foi nomeada em homenagem ao explorador italiano Giovanni da Verrazzano, o primeiro europeu a navegar na região. Foi considerada a ponte suspensa mais extensa do mundo em 1964 até que a Ponte Humber foi construída em 1981 no Reino Unido. Atualmente é a 8ª maior ponte suspensa do mundo. A ponte representa a entrada do Porto de Nova Iorque, já que todos os navios que adentram na cidade têm de passar por baixo dela.
Foi o estúdio de Filmagens do videoclipe da música Marry The Night da cantora novaiorquina Lady Gaga.